# Matteo Brunori
Matteo Luigi Brunori, nato Matteo Luigi Brunori Sandri (Macaé, 1º novembre 1994), è un calciatore italiano, attaccante e capitano del Palermo.

## Biografia
È nato a Macaé in Brasile, nello stato di Rio de Janeiro, da genitori italiani. All’età di un anno si trasferisce in Umbria, dove vivevano i nonni materni. Raggiunta la maturità decide di rinunciare al cognome paterno conservando solo quello della madre. Il 10 giugno 2022, due giorni prima della finale playoff tra Palermo e Padova, ha sposato la moglie Dalila presso il Castello di Naro.

## Carriera

### Club

#### Gli inizi in Lega Pro
Inizia la carriera nel calcio nelle file delle giovanili del Foligno, dopo una breve parentesi tra le file della Reggina torna nel club umbro dove fa il suo esordio tra i professionisti nel 2011, durante il match di play-out della Lega Pro Prima Divisione 2010-2011 contro la Ternana all'età di 16 anni; segnando invece il suo primo gol tra i professionisti nell'agosto del 2011, nella sfida di Coppa Italia di categoria contro il Giulianova. Dopo altre due stagioni in Lega Pro, sempre con la maglia del Foligno, nelle quali colleziona 23 presenze in campionato, senza andare mai a segno, viene acquistato dalla Reggiana, con cui nelle successive due stagioni colleziona soltanto 15 presenze, tra coppa e campionato, mettendo a segno una sola rete, nella sfida di Coppa Italia di categoria contro il Rimini nell'agosto 2013. La stagione successiva si trasferisce alla Pro Patria giocando appena 5 partite non andando mai a segno.

#### Le esperienze tra i dilettanti
Nelle successive tre stagioni accumula esperienza tra le file dei dilettanti. Nel 2015 viene acquistato dal club di Eccellenza del Petrignano cui segna 19 reti in ventisei presenze, prestazioni che gli permettono di salire di categoria e venire acquistato dal Messina.
Tuttavia, l'esperienza in Lega Pro con i peloritani si rivela poco proficua con Brunori che colleziona una sola presenza nella coppa nazionale di categoria, decidendo di rescindere consensualmente il proprio contratto.
Rimasto svincolato, nel settembre 2016 fa ritorno al Petrignano.
Nella doppia esperienza al Petrignano colleziona 51 presenze e 40 goal in due campionati, vincendo la classifica marcatori nella stagione 2016-2017.
La stagione successiva, sale in Serie D con il neopromosso Villabiagio, squadra con cui scende in campo 34 volte e mette a segno 23 reti, laureandosi capocannoniere del Girone D.

#### Ritorno tra i professionisti
Nell'estate del 2018 viene acquistato dal Parma che lo gira in prestito all'Arezzo in Serie C. Con gli amaranto è protagonista dell'ottima stagione della squadra, con cui raggiunge i playoff da quarta venendo eliminati solo in semifinale. A fine stagione colleziona 36 presenze e 13 reti in campionato più altre 5 presenze e 4 reti durante i playoff.
Nella stagione successiva, tornato al Parma, viene nuovamente girato in prestito, questa volta al Pescara in serie B.
Tra le file dei bianco azzurri trova poco spazio e non riesce mai a segnare, a gennaio però la squadra pescarese riscatta il suo cartellino dal Parma per cederlo a titolo definitivo alla Juventus che provvede a girarlo, fino a fine stagione alla sua seconda squadra dove, tra campionato, coppa e playoff, giocando 9 partite segnando due reti; una delle quali la realizza il 27 giugno 2020, in occasione della finale di Coppa Italia Serie C, permettendo alla Juventus U23 di prevalere sulla Ternana per 1-2.
La stagione successiva torna in prestito, questa volta all'Entella, nuovamente in serie B, con cui colleziona 34 presenze e 4 reti tra campionato e coppa.

#### Palermo
Il 9 agosto 2021 si trasferisce a titolo temporaneo al Palermo. Fa il suo esordio in competizioni ufficiali il 21 agosto seguente, in occasione della gara di Coppa Italia Serie C vinta per 4-1 contro il AZ Picerno. Il 29 agosto contro il Latina (2-0) fa il proprio debutto in campionato. Il 26 settembre, alla quinta giornata di campionato trova la prima rete in maglia rosanero contro il Monterosi Tuscia (1-1).
Dopo una prima metà di stagione in cui mette a segno sette reti in 19 presenze, sotto la guida di Silvio Baldini inizia a segnare con una frequenza maggiore. 
Il 6 febbraio 2022 segna la sua prima doppietta con la maglia rosanero nella gara di ritorno contro il Campobasso (2-2). Il 6 marzo va a segno contro la Vibonese, eguagliando Şükrü Gülesin come calciatore rosanero andato a segno per più gare consecutive (7). La settimana seguente contro l'Avellino supera Gulesin e diventa contestualmente il miglior marcatore della storia del Palermo in Serie C, superando il precedente record di Firmino Elia di 16 goal.
Conclude la stagione regolamentare segnando 25 reti in 36 incontri, contribuendo al terzo posto finale dei siciliani. Nei successivi playoff gioca tutte ed 8 le partite previste, segnando 4 reti, compreso il rigore decisivo nella finale di ritorno contro il Padova che decreta il ritorno del Palermo in Serie B. Vince anche la classifica marcatori, il "Trofeo Facco" e diventa il miglior cannoniere di tutte le serie professionistiche italiane della stagione.
A fine stagione, completato il prestito, torna inizialmente nei ranghi della Juventus U23. A seguito del cambio di proprietà della squadra siciliana, avvenuto il 1º luglio 2022, si lavora all'acquisto a titolo definitivo del giocatore: l'accordo viene ufficializzato il 17 luglio da entrambe le società. Il 31 luglio successivo in occasione del debutto stagionale in Coppa Italia contro la Reggiana (3-2) mette a referto la prima tripletta con la maglia rosanero, che garantisce il passaggio del turno per la formazione siciliana. Segna la prima rete in Serie B con la maglia rosanero all'esordio stagionale contro il Perugia siglando il temporaneo 1-0 (partita terminata poi 2-0), invece il 9 settembre successivo segna la rete che decide la gara casalinga contro il Genoa: nell'occasione segna la sua 28ª rete nell'anno solare, superando il precedente record per un palermitano di Luca Toni (fermatosi a 27 reti nel 2004). Il 12 novembre segna una doppietta nella sconfitta per 3-2 in casa del Cosenza, doppietta grazie alla quale raggiunge quota 38 reti in maglia rosanero, entrando conseguentemente nella top ten dei migliori marcatori della storia del Palermo.
Conclude il 2022 con 34 goal in maglia rosanero, stabilendo un nuovo record di goal in un anno solare. 
A gennaio, dopo la cessione di Roberto Floriano, diventa ufficialmente il capitano della squadra.
Conclude la stagione con 20 goal complessivi (17 in 36 presenze in Serie B e 3 in 2 presenze in Coppa Italia).
Con il contratto in scadenza nel 2026, il 6 giugno 2023 viene annunciato il rinnovo fino al 2027.
Nella stagione successiva, dopo un avvio senza goal nelle prime sei partite ufficiali, si sblocca il 26 settembre realizzando una tripletta nella vittoria in trasferta contro il Venezia (1-3). Con queste reti raggiunge i 52 goal col Palermo e diventa il quarto miglior marcatore di sempre, superando Luca Toni e posizionandosi dietro Santiago Vernazza (fermo a 54 reti).
Il 26 novembre, scendendo in campo contro la Ternana (1-1), raggiunge il traguardo delle cento presenze col club siciliano.Il 10 dicembre, grazie alla doppietta realizzata al Parma (3-3), raggiunge quota 55 goal e diventa il terzo miglior marcatore della storia rosanero dopo Fabrizio Miccoli (81) e Carlo Radice (62). Il 1º aprile successivo, grazie alla doppietta in casa del Pisa nella sconfitta per 4-3, supera Radice e si piazza al secondo posto a quota 63 reti.
Chiude la sua terza stagione in rosanero con 17 reti in 37 partite in campionato, tuttavia lo fa circondandosi da polemiche sollevate dopo delle dichiarazioni rilasciate al termine della gara della semifinale di ritorno dei play-off persi contro il Venezia, che ha sancito l’eliminazione del Palermo.
Nonostante varie voci di mercato, Brunori decide di rimanere anche nella stagione 2024-2025.
Nella prima parte della nuova stagione, nonostante la ricucitura del rapporto con i tifosi rosanero, l'avvicendamento alla guida del club di Alessio Dionisi lo porta spesso a partire dalla panchina., salvo poi ritornare titolare e capitano in pianta stabile nel girone di ritorno, formando la coppia d'attacco col neo acquisto Pohjanpalo, in cui mette a segno 8 gol (arrivando a 9 totali), 

### Nazionale
Dopo aver disputato tre gare con la nazionale italiana di Serie C Under-21 tra il 2014 e il 2015, nel dicembre 2022 viene convocato dal CT Roberto Mancini per uno stage dal 20 al 22 dicembre con la nazionale maggiore.

## Statistiche

### Presenze e reti nei club
Statistiche aggiornate al 17 maggio 2025.
| Stagione          | Squadra           | Campionato        | Campionato | Campionato | Coppe nazionali | Coppe nazionali | Coppe nazionali | Coppe continentali | Coppe continentali | Coppe continentali | Altre coppe | Altre coppe | Altre coppe | Totale | Totale |
| Stagione          | Squadra           | Comp              | Pres       | Reti       | Comp            | Pres            | Reti            | Comp               | Pres               | Reti               | Comp        | Pres        | Reti        | Pres   | Reti   |
| ----------------- | ----------------- | ----------------- | ---------- | ---------- | --------------- | --------------- | --------------- | ------------------ | ------------------ | ------------------ | ----------- | ----------- | ----------- | ------ | ------ |
| 2010-2011         | Foligno           | 1D                | 0+1        | 0          | CI-LP           | 0               | 0               | -                  | -                  | -                  | -           |             | -           | 1      | 0      |
| 2011-2012         | Foligno           | 1D                | 10         | 0          | CI-LP           | 3               | 1               | -                  | -                  | -                  | -           | -           | -           | 13     | 1      |
| 2012-2013         | Foligno           | 2D                | 13         | 0          | CI-LP           | 1               | 0               | -                  | -                  | -                  | -           | -           | -           | 14     | 0      |
| Totale Foligno    | Totale Foligno    | Totale Foligno    | 23+1       | 0          |                 | 4               | 1               |                    | -                  | -                  |             | -           | -           | 28     | 1      |
| 2013-2014         | Reggiana          | 1D                | 9          | 0          | CI-LP           | 2               | 1               | -                  | -                  | -                  | -           | -           | -           | 11     | 1      |
| 2014-gen. 2015    | Reggiana          | LP                | 3          | 0          | CI-LP           | 1               | 0               | -                  | -                  | -                  | -           | -           | -           | 4      | 0      |
| Totale Reggiana   | Totale Reggiana   | Totale Reggiana   | 12         | 0          |                 | 3               | 1               |                    | -                  | -                  |             | -           | -           | 15     | 1      |
| gen.-giu. 2015    | Pro Patria        | LP                | 5          | 0          | CI-LP           | 0               | 0               | -                  | -                  | -                  | -           | -           | -           | 5      | 0      |
| 2015-2016         | Petrignano        | Ecc.              | 26         | 19         | -               | -               | -               | -                  | -                  | -                  | -           | -           | -           | 26     | 19     |
| ago. 2016         | Messina           | LP                | 0          | 0          | CI-C            | 1               | 0               | -                  | -                  | -                  | -           | -           | -           | 1      | 0      |
| set. 2016-2017    | Petrignano        | Ecc.              | 25         | 21         | -               | -               | -               | -                  | -                  | -                  | -           | -           | -           | 25     | 21     |
| Totale Petrignano | Totale Petrignano | Totale Petrignano | 51         | 40         |                 | -               | -               |                    | -                  | -                  |             | -           | -           | 51     | 40     |
| 2017-2018         | Villabiagio       | D                 | 34         | 23         | CI-D            | 2               | 0               | -                  | -                  | -                  | -           | -           | -           | 36     | 23     |
| 2018-2019         | Arezzo            | C                 | 36+5       | 13+4       | CI-C            | 2               | 0               | -                  | -                  | -                  | -           | -           | -           | 43     | 17     |
| 2019-gen. 2020    | Pescara           | B                 | 10         | 0          | CI              | 2               | 0               | -                  | -                  | -                  | -           | -           | -           | 12     | 0      |
| gen.-giu. 2020    | Juventus U23      | C                 | 4+2        | 1+0        | CI-C            | 3               | 1               | -                  | -                  | -                  | -           | -           | -           | 9      | 2      |
| 2020-2021         | Virtus Entella    | B                 | 31         | 3          | CI              | 3               | 1               | -                  | -                  | -                  | -           | -           | -           | 34     | 4      |
| 2021-2022         | Palermo           | C                 | 36+8       | 25+4       | CI-C            | 3               | 0               | -                  | -                  | -                  | -           | -           | -           | 47     | 29     |
| 2022-2023         | Palermo           | B                 | 36         | 17         | CI              | 2               | 3               | -                  | -                  | -                  | -           | -           | -           | 38     | 20     |
| 2023-2024         | Palermo           | B                 | 37+3       | 17         | CI              | 1               | 0               | -                  | -                  | -                  | -           | -           | -           | 41     | 17     |
| 2024-2025         | Palermo           | B                 | 33+1       | 9          | CI              | 2               | 0               | -                  | -                  | -                  | -           | -           | -           | 36     | 9      |
| Totale Palermo    | Totale Palermo    | Totale Palermo    | 142+12     | 72         |                 | 8               | 3               |                    | -                  | -                  |             | -           | -           | 162    | 75     |
| Totale carriera   | Totale carriera   | Totale carriera   | 368        | 156        |                 | 28              | 7               |                    | -                  | -                  |             | -           | -           | 396    | 163    |

### Record

#### Palermo
- Calciatore andato in rete per più partite consecutivamente (8).[52]
- Miglior marcatore della storia del club in Serie C (25 goal in campionato)
- Record di goal in un anno solare (34 nel 2022).
- Giocatore andato a segno contro il maggior numero di squadre avversarie (42)

## Palmarès

### Club
- Coppa Italia Serie C: 1

Juventus U23: 2019-2020

### Individuale
- Capocannoniere nel campionato di Eccellenza Umbria: 1

2016-2017 (21 reti)
- Capocannoniere della Serie D (Girone D): 1

2017-2018 (23 reti)
- Capocannoniere della Serie C: 1

2021-2022 (25 reti)